# Мэдисон-авеню
Мэдисон-авеню (англ. Madison Avenue) — манхэттенская улица с односторонним движением, которая идёт на север от 23-й улицы, в сторону Бронкса, с которым она соединена одноимённым мостом. На участке между 23-й и 26-й улицами является восточной границей Мэдисон-сквер, названного, как и улица, в честь четвёртого президента США Джеймса Мэдисона.
Улица была проложена в 1836 году параллельно Четвёртой (теперь Парк-авеню, кварталом восточнее) и Пятой авеню (кварталом западнее). В отличие от них, Мэдисон-авеню никогда не имела численного обозначения, так как, вместе с Лексингтон-авеню, не являлась частью регулярного плана Манхэттена, составленного в 1811 году. Вместе с Лексингтон-авеню улица была проложена под давлением одного из местных девелоперов, Сэмюэла Раглса.
В XIX—XX веках на Медисон-авеню располагались офисы основных рекламных агентств США, вследствие чего название улицы стало нарицательным обозначением американской рекламной индустрии в целом.
Подобно лондонской Оксфорд-стрит и соседней Пятой авеню, Мэдисон-авеню в настоящее время известна своими фешенебельными магазинами, особенно на участке между 57-й и 85-й улицами. На Мэдисон-сквер, замыкающий авеню с юга, выходят небоскрёбы начала XX века Флэтайрон-билдинг и Нью-Йорк-лайф-билдинг.